# Антоніо Пермунян
Антоніо Пермунян (італ. Antonio Permunian, 16 серпня 1930, Беллінцона — 5 березня 2020, Беллінцона) — швейцарський футболіст, що грав на позиції воротаря за «Беллінцону», «Люцерн», а також національну збірну Швейцарії.

## Клубна кар'єра
У дорослому футболі дебютував 1948 року виступами за команду «Беллінцона» з рідного міста. За рік до його приходу команда ставала чемпіоном Швейцарії, проте протягом наступних дванадцяти сезонів, коли її ворота захищав Пермунян, не піднімалася вище п'ятого місця у національній першості.
1960 року воротар перейшов до «Люцерна», виступам за який присвятив шість років своєї кар'єри. У 1966 році досвідчений гравець повернувся до «Беллінцони», якій у першому ж сезоні допоміг повернутися до найвищого футбольного дивізіону країни, в якому провів сезон 1967/68, що став останнім у його професійній кар'єрі.

## Виступи за збірну
1951 року дебютував в офіційних матчах у складі національної збірної Швейцарії. Наступного разу вийшов на поле за національну команду лише у 1955, провівши протягом 1955—1956 років сумарно дев'ять ігор.
Свою останню гру за збірну провів у 1962, тоді ж поїхав у її складі на тогорічний чемпіонат світу до Чилі, де, однак, на поле не виходив і був лише одним з дублерів основного голкіпера команди Карла Ельзенера.
Загалом протягом кар'єри у національній команді провів у її формі 11 матчів.
Помер 5 березня 2020 року на 90-му році життя у рідній Беллінцоні.